# La commedia degli errori
La commedia degli errori (The Comedy of Errors), o La commedia degli equivoci, è una delle prime commedie di Shakespeare; si crede sia stata scritta tra il 1589 e il 1594. È il più corto e il più farsesco dei suoi lavori: la maggior parte della comicità è data dallo "slapstick" e dallo scambio d'identità, in aggiunta ai giochi di parole e alle paronomasie. La commedia degli errori, (insieme a La tempesta) è uno dei soli due lavori di Shakespeare che osservi le unità classiche della tragedia. La commedia è stata adattata per l'opera, il cinema, il teatro, la televisione e il musical.
La commedia degli errori racconta la storia di due coppie di gemelli identici separati dalla nascita. Antifolo di Siracusa e il suo servo, Dromio di Siracusa, arrivano ad Efeso, che si scopre essere la città in cui vivono i loro fratelli gemelli, Antifolo di Efeso ed il suo servo, Dromio di Efeso. Quando i siracusani incontrano gli amici e i familiari dei loro gemelli, inizia una serie di incidenti basati sullo scambio d'identità che portano a baruffe, seduzioni quasi incestuose, l'arresto di Antifolo di Efeso, e le accuse di infedeltà, furto, pazzia e possessione diabolica.

## Trama
La commedia si svolge tra le due città di Siracusa ef Efeso tra le feroci rivalità. Si apre con l'arresto di Egeone, mercante di Siracusa. Egeone, a cospetto del duca Solino, gli racconta la storia del suo naufragio di molti anni prima, in cui furono dispersi la moglie Emilia, il figlio Antifolo, e il servo Dromio. Sia il figlio che il servo hanno un identico fratello gemello, che porta lo stesso nome, e che si è salvato dal naufragio. Nell'anno del loro diciottesimo compleanno, Egeone diede loro il permesso di partire per Efeso, alla ricerca dei gemelli perduti. Ma dei secondi Antifolo e Dromio non si sa più nulla. Cinque anni dopo, Egeone è partito alla volta di Efeso alla loro ricerca, ed ecco spiegato il motivo del viaggio. Solino si commuove al racconto del vecchio Egeone e rimanda la sentenza di morte fino a sera, termine entro il quale Egeone dovrà trovare la somma di denaro per riscattare la propria vita.
La commedia degli errori vera e propria comincia nel momento in cui Adriana, moglie di Antifolo di Efeso e i conoscenti di questo e di Dromio di Efeso confondono le loro identità con i gemelli siracusani. Adriana, aiutata dalla sorella Luciana, decide di far legare i primi sospettando che siano usciti di senno.
Com'è ovvio, la presenza dei doppi a Efeso farà credere che si siano slegati, innescando il loro inseguimento, finché anche gli altri due riusciranno a liberarsi e fuggire.
La commedia si risolve nel luogo dove Egeone è condotto al patibolo, dove i fratelli si incontrano e chiariscono le proprie vicende. Anche Emilia, la moglie perduta di Egeone, si scopre viva e vegeta. Infine, la condanna di Egeone è condonata e la famiglia si può finalmente riunire. Chiude in bellezza la commedia l'annuncio del matrimonio tra Antifolo di Siracusa e Luciana.

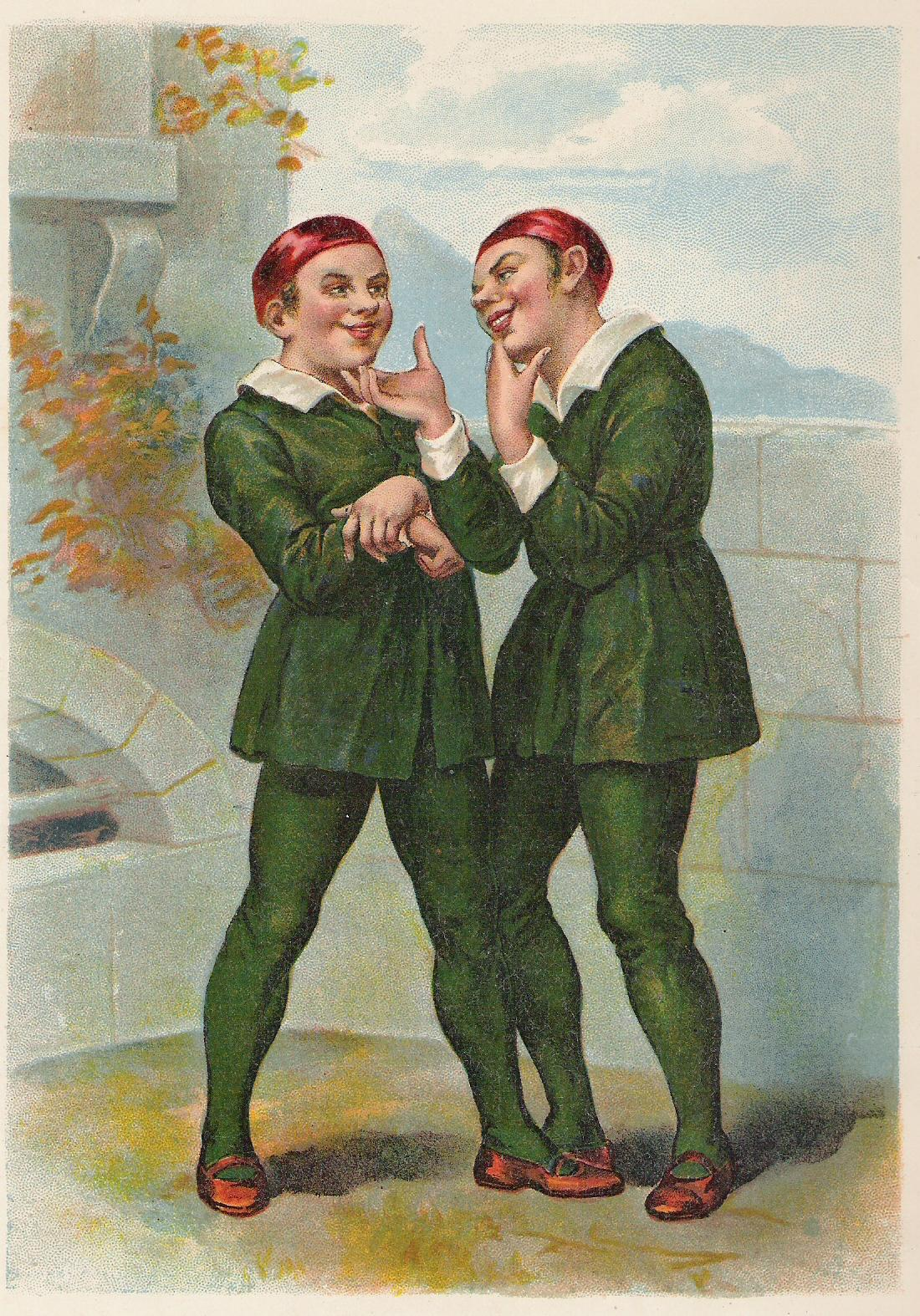
I due Dromio da una copertina del 1890

## Fonti
Elementi fondamentali della trama sono stati tratti da due commedie di Plauto.
Ispirata a I menecmi oppure alle Bacchidi di Plauto, in quest'opera il meccanismo comico del doppio viene elevato a potenza: ai due omonimi fratelli si aggiungono i due servi, anch'essi identici e omonimi.
Nella storia delle rappresentazioni elisabettiane, le due coppie di gemelli sono state sempre interpretate da due attori dall'aspetto simile. In alcune rappresentazioni moderne, i fratelli ed i servi sono stati interpretati da un unico attore.
La vicenda si svolge in un'unica giornata, dall'alba al tramonto, passando da un tragico inizio, con Egeone condannato a morte, al più classico dei "finali felici", con la famiglia ritrovata e l'annuncio di un nuovo matrimonio.

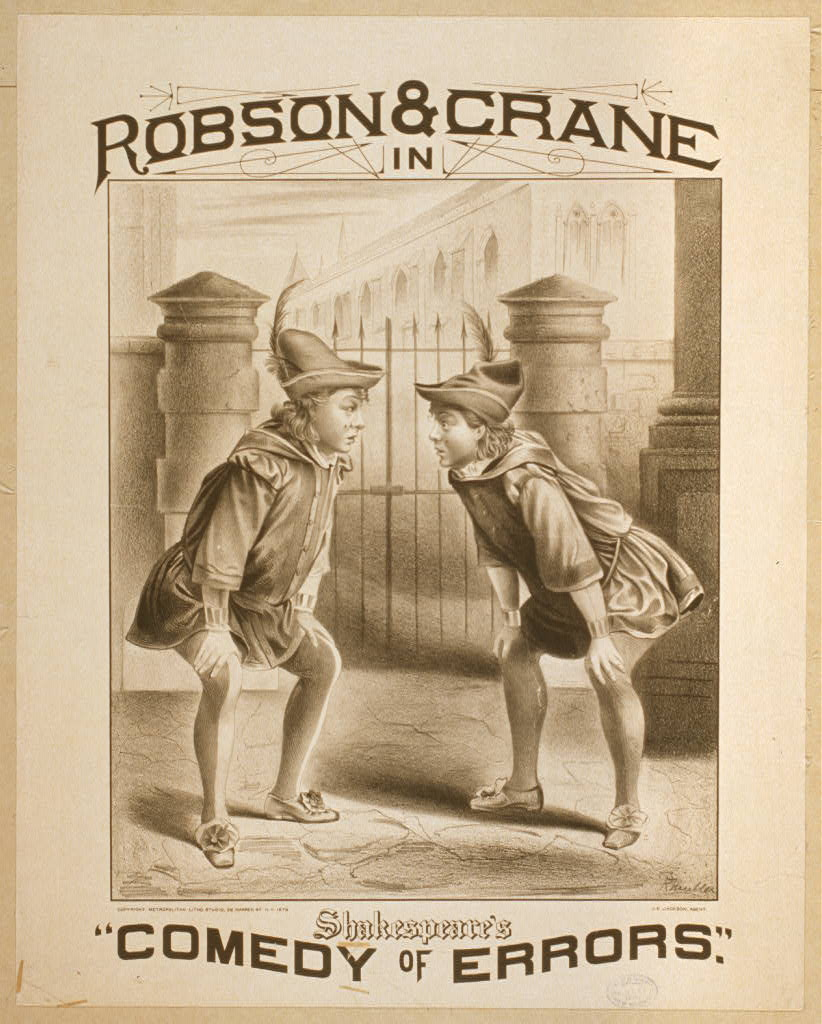
Cartellone per una rappresentazione della commedia

## Adattamenti
Dal dramma sono stati tratti diversi adattamenti cinematografici:
- Il film italiano La commedia degli errori del 1968 diretto da Maria Maddalena Yon con protagonista Alberto Lupo
- Il film britannico La commedia degli errori del 1983 diretto da James Cellan Jones e interpretato da Cyril Cusak
- Il film statunitense La commedia degli errori del 2000 diretto da Wendell Sweda

Dall'opera nel 1976 è stato tratto inoltre anche il musical La commedia degli errori, su libretto di Trevor Nunn e musiche di Guy Woolfenden.